# Fredrik Torsteinbø
Fredrik Torsteinbø, né le 13 mars 1991 à Stavanger en Norvège, est un footballeur norvégien, qui évolue au poste d'arrière droit au Viking Stavanger.

## Biographie

### Sandnes Ulf
Né à Stavanger en Norvège, Fredrik Torsteinbø joue pour le FK Vidar, avant de commencer sa carrière professionnelle au Sandnes Ulf. Le club évolue en deuxième division norvégienne lorsqu'il joue son premier match, lors de la première journée de la saison 2011 face au Bryne FK, le 3 avril 2011. Il est titularisé et son équipe s'incline par un but à zéro. 
Le 19 juin 2011, il se fait remarquer contre l'Asker Fotball (en), en championnat, en réalisant un doublé, contribuant à la victoire de son équipe par quatre buts à un. A l'issue de cette saison, le club termine deuxième du championnat et se voit ainsi promu dans l'élite du football norvégien.

### Hammarby IF
Le 3 janvier 2014, Fredrik Torsteinbø rejoint le club suédois de l'Hammarby IF, club évoluant alors dans la Superettan, la deuxième division suédoise. Il joue son premier match sous ses nouvelles couleurs le 4 mars 2014, à l'occasion d'une rencontre de coupe de Suède contre l'Ängelholms FF. Il est titularisé et les deux équipes se neutralisent ce jour-là (0-0).
Le 2 octobre 2015, il se met en évidence en inscrivant un doublé en Allsvenskan (D1), sur la pelouse de l'Åtvidabergs FF, permettant à son équipe de l'emporter 0-3 à l'extérieur.

### Viking Stavanger
Le 10 juillet 2017, Fredrik Torsteinbø s'engage avec le Viking Stavanger. 
Le 6 mai 2018, il s'illustre en étant l'auteur d'un doublé en 1. Divisjon (D2), lors de la réception du Notodden FK, permettant à son équipe de s'imposer 3-1.
Le 17 septembre 2020, il joue son tout premier match de Coupe d'Europe. Il s'agit d'une rencontre du second tour préliminaire de la Ligue Europa face au club écossais d'Aberdeen FC (défaite 0-2 à domicile).
Le 28 novembre 2020, il se met de nouveau en évidence en marquant un doublé en Eliteserien (D1), lors de la réception de l'IK Start, permettant à son équipe de s'imposer 4-1.